# Aerobryopsis martinicensis
Aerobryopsis martinicensis là một loài Rêu trong họ Meteoriaceae. Loài này được (Broth.) Spessard-Schueth miêu tả khoa học đầu tiên năm 1994.